# Piekary (powiat proszowicki)
Piekary – wieś w Polsce położona w województwie małopolskim, w powiecie proszowickim, w gminie Proszowice.
Wieś usytuowana w powiecie proszowickim województwa krakowskiego oraz przynależała do parafii Kościelec w końcu XVI wieku.
W latach 1975–1998 miejscowość należała administracyjnie do województwa krakowskiego.